# Gulrukhsor Safieva
Golrujsor Safi (en tayiko: Гулрухсор Сафиева; en persa: گلرخسار صفیاوا‎; Dusambé, 1947) eminente iranóloga tayika y poeta en lengua persa. Ha sido redactora jefe del periódico Pionero de Tayikistán.
Golrokhsar es conocida por su contribución a la iranología y por su contribución a la poesía y la canción persas actuales.